# 1302 Werra
1302 Werra (1924 SV) là một tiểu hành tinh vành đai chính được phát hiện ngày 28 tháng 9 năm 1924 bởi Karl Wilhelm Reinmuth ở Heidelberg-Königstuhl State Observatory.